# سوني إكسبيريا إس
سوني اكسبيريا إس (بالإنجليزية: Sony Xperia S)‏ هو هاتف ذكي من سوني موبايل كوميونيكيشنز يعمل بنظام أندرويد، تم طرحه في الأسواق في 1 مارس 2012.
وله مسمى آخر وهو Sony NXT،كما قامت شركة سوني بإنتاج نسخة أخرى له مع تعديلات بسيطة تحت مسمى سوني إكسبيريا أس أل.

## الخصائص
- نظام التشغيل: أندرويد
- الكاميرا الخلفية: 12.0 ميجابكسل
- الشاشة: إل سي دي
- الوزن: 144.0 غ (5.08 أونصة)
- المعالج: 1.5 جيجا هرتز ثنائي النواة
- الذاكرة: 32 جيجابايت